# Први Њупорт џез фестивал: Београд 1971
„Први Њупорт џез фестивал: Београд 1971” је југословенски музички филм из 1971.  који је режирао Јован Ристић.

## Улоге
| Глумац         | Улога              |
| -------------- | ------------------ |
| Дизи Гилеспи   | Лично, трубач      |
| Кај Виндинг    | Лично, тромбониста |
| Телонијус Манк | Лично, пијаниста   |
| Ал Макибон     | Лично, бас         |
| Арт Блејки     | Лично, бубњеви     |